# Bion 10
Bion 10 (en ruso: Бион 10), también conocido como Cosmos 2229, fue el nombre de un satélite artificial ruso perteneciente a la serie de satélites Bion. Fue lanzado el 29 de diciembre de 1992 desde el cosmódromo de Plesetsk mediante un cohete Soyuz y regresó a la Tierra el 12 de enero de 1993. Contó con la participación de nueve países diferentes y de la ESA.

## Objetivos
Bion 10 llevaba a bordo dos monos (Ivasha y Krosha) para el estudio de la adaptación de los organismos vivos a las condiciones del vuelo espacial. También portaba varios insectos, anfibios, plantas y cultivos celulares.

## Características
Bion 10 estaba basada, como todas las naves de la serie Bion, en los satélites de reconocimiento Zenit.